# Oistodontidae
Famille
Les Oistodontidae sont une famille de conodontes.

## Genres
- †Graciliconus
- †Histiodella
- †Jumudontus
- †Loxognathodus
- †Loxodentatus
- †Oistodus
- †Oleandodus
- †Tricostatus